# 烏克蘭裔俄羅斯人
俄罗斯人口普查显示，2015年居住在俄罗斯的乌克兰人超过586.4万人，占俄罗斯联邦总人口的4.01%以上，是該國的第八大民族。 2022年2月，大约有280万乌克兰人逃到俄羅斯。